# Albert von Kölliker
Pour les articles homonymes, voir Kölliker.
Rudolph Albert von Kölliker, né le 6 juillet 1817 à Zurich et mort le 2 novembre 1905 à Wurtzbourg, est un médecin, anatomiste, histologiste, physiologiste, neuroscientifique et zoologiste suisse.

## Biographie
Il commence ses études de médecine à Zurich en 1836. Au bout de deux ans, il se rend à l'université de Bonn, et plus tard à celle de Berlin où il devient l'élève de Johannes Peter Müller et de Friedrich Gustav Jakob Henle. Il obtint un graduat en philosophie à Zurich en 1841, et en médecine à Heidelberg en 1842.
Son premier emploi académique fut celui de prosecteur (assistant chargé des dissections d'anatomie) auprès de Henle. Cet emploi fut de courte durée car en 1844 l'université de Zurich lui proposa la chaire de professeur extraordinaire de physiologie et d'anatomie comparative qu'il occupa trois ans. En 1847 l'université de Wurtzbourg lui offrit le poste de professeur de physiologie et d'anatomie microscopique et comparative. Kolliker accepta l'offre et demeura ensuite à Wurtzbourg jusqu'à la fin de sa vie.
Il étudie particulièrement les méduses et d'autres organismes similaires. Il conduit, pour obtenir de la matière première, des expéditions zoologiques en Méditerranée et sur les côtes d'Écosse.
Au début, il s'intéressait surtout aux invertébrés, mais bien vite il passa aux vertébrés. Pour les embryons de mammifères, il fut l'un des premiers à introduire des techniques microscopiques, incluant fixation, découpage, coloration.
Mais ses principales contributions étaient dans le domaine de l'histologie plutôt que de la zoologie et de l'embryologie. Sur les pas de Henle, il prouva par exemple la différence entre les muscles lisses et striés.
Il est membre étranger de la Zoological Society of London depuis 1862.

## Liste de ses contributions en histologie (non exhaustive)
- Muscle lisse et strié
- Peau
- Os
- Dents
- Vaisseau sanguin
- Viscères

Il écrit un grand manuel d'anatomie microscopique (1850).
Son apport principal concerne toutefois le système nerveux. En 1845, par exemple, alors qu'il était encore à Zurich, il réussit à démontrer le lien entre fibres nerveuses et neurones.
C'est lui qui eut l'idée de distinguer la physiologie de l'anatomie. C'est lui également qui prouve que les chromosomes sont impliqués dans l'hérédité, que les spermatozoïdes sont des cellules. Il introduit le terme de cytoplasme pour désigner le matériau cellulaire extérieur au noyau.
Toutes ses prestations lui ont valu des honneurs. Auparavant connu simplement comme Kolliker, le titre von fut ajouté à son nom. Il devint membre de sociétés savantes de divers pays ; en Angleterre, qu'il visita plus d'une fois, et où il était réputé, la Royal Society le fit membre étranger en 1860, et en 1897 lui accorda le plus haut signe d'estime, la médaille Copley. Il reçoit également la médaille linnéenne en 1902.

## Liste partielle des publications
- Handbuch der Gewebelehre (1852), trad. en fr. « Anatomie des tissus de l’homme » (1853).
- Über die Darwin'sche Schöpfungstheorie (1864)
- Entwicklungsgeschichte des Menschen und der höhren Thiere / Akademische Vorträge d'Albert Kölliker. 2e éd., entièrement revue et corr. Leipzig : Engelmann, 1879 (1re éd. 1861) ; trad. en fr. « Manuel de l’anatomie générale de l’homme ».
- Grundriß der Entwicklungsgeschichte des Menschen und der höheren Tiere (1880, 2. Aufl. 1884)
- Erinnerungen aus meinem Leben. Leipzig : Engelmann, 1899